# Wiesenthau
Wiesenthau – miejscowość i gmina w Niemczech, w kraju związkowym Bawaria, w rejencji Górna Frankonia, w regionie Oberfranken-West, w powiecie Forchheim, wchodzi w skład wspólnoty administracyjnej Gosberg. Leży nad rzeką Wiesent, przy drodze B470 i linii kolejowej Forchheim – Gößweinstein.
Gmina leży 5 km na wschód od centrum Forchheimu, 17 km na północny wschód od Erlangen i 28 km na północ od Norymbergi.

## Dzielnice
W skład gminy wchodzą dwie dzielnice:
- Schlaifhausen
- Wiesenthau

## Polityka
Wójtem jest Richard Gügel. Rada gminy składa się z 12 członków:
|      | Związek Obywatelski | SPD | Związek Wiejski Schlaifhausen | Wolni Wyborcy Schlaifhausen | Młodzi Obywatele Wiesenthau- Schlaifhausen | Nowa Lista dla Wiesenthau i Schlaifhausen | Razem     |
| 2002 | 4                   | 2   | 3                             | 1                           | 1                                          | 1                                         | 12 miejsc |

## Zabytki i atrakcje
- Zamek w Wiesenthau